# Megachile nigrovittata
Megachile nigrovittata är en biart som beskrevs av Cockerell 1906. Megachile nigrovittata ingår i släktet tapetserarbin, och familjen buksamlarbin. Inga underarter finns listade i Catalogue of Life.